# روزی روزگاری آبادان
روزی روزگاری آبادان فیلمی به کارگردانی حمیدرضا آذرنگ و به تهیه‌کنندگی عبدالله اسکندری و علی اوجی محصول سال ۱۳۹۹ است این فیلم در سی و نهمین دوره جشنواره فیلم فجر رونمایی شده است.
محسن تنابنده و فاطمه معتمدآریا بازیگران اصلی این فیلم هستند.

## خلاصه داستان
خانواده پنج نفری مصیب چرخیده (محسن تنابنده) در آخرین روز سال مشغول خرید شب عید هستند، اما به دلیل حال بد مصیب که ناشی از گرفتاری‌اش به مواد مخدر است کشمکشی میان آن‌ها درمی‌گیرد و در اوج تلاش خیری(فاطمه معتمدآریا) مادر خانواده برای به آرامش رساندن خانواده به ناگاه اتفاقی غیرمنتظره همه آن‌ها را غافلگیر می‌کند و …

## جوایز و نامزدی‌ها
| بخش                       | نامزد            | نتیجه    | جایزه        |
| ------------------------- | ---------------- | -------- | ------------ |
| بهترین طراحی صحنه         | سهیل دانش اشراقی | برنده    | سیمرغ بلورین |
| بهترین بازیگر نقش اول مرد | محسن تنابنده     | نامزدشده | سیمرغ بلورین |
| بهترین بازیگر نقش مکمل زن | الهام شفیعی      | نامزدشده | سیمرغ بلورین |
| بهترین فیلمنامه اقتباسی   | حمیدرضا آذرنگ    | نامزدشده | سیمرغ بلورین |
| بهترین فیلم‌برداری         | مسعود سلامی      | نامزدشده | سیمرغ بلورین |
| بهترین صداگذار            | بهمن بنی‌اردلان   | نامزدشده | سیمرغ بلورین |
| بهترین کارگردان اول       | حمیدرضا آذرنگ    | نامزدشده | سیمرغ بلورین |